# 対聯
対聯（ついれん、繁体字: 對聯）とは、門の両脇などに対句を記したものを言う。中国の伝統的な建物の装飾のひとつであり、慶弔時に一時的に貼るものと、恒常的に掲示するものがある。ベトナムでも同様のものが見られる。

## 概要
「対聯」という言葉は本来は対句と同義であったが、現在は対句のそれぞれを別々に紙に書いて貼ったものをいう。恒常的な対聯は貼るのではなく刻んであることもある。
対聯が貼られる典型的な場所は正門の両脇である。中国の伝統的な門には、入口の手前の両脇に楹柱（えいちゅう）という柱が立っているが、そこに貼るために楹聯（えいれん）とも呼ばれる。入口以外の、室内などに貼られることもある。
句の前半部を前聯、後半部を後聯という。また対句だけでなく、上にも短い文句を書くことが多い（横批などと呼ばれる）。
慶事にはめでたい文句を赤い紙に書くことが多いが、弔事に使う挽聯では赤い紙は使わない。
対聯は近体詩の対句が独立したものであり、字数は近体詩のような制約を受けないものの、詩におけるよりもさらに厳密な対句をなし、伝統的には平仄も対になっていなければならない。押韻する必要はない。
対聯の原型は鬼や邪を除けるために玄関にかけていた桃符だと言われている。山海経に記された神話に、神荼と郁塁の二柱がよく桃の木の下で鬼たちを検閲したので、鬼は桃をみると怖がるようになった、という話がある。ここから派生したものの一つに桃符がある。

## 種類
対聯はさまざまな場合に貼られる。
- 年中行事において貼られるもの。春節に貼られる春聯に代表される。
- 慶弔を表すもの。結婚を祝う喜聯、長寿を祝う寿聯、弔事に用いる挽聯などがある。
- 商店などに貼って、職業内容を表すもの。
- 名所旧跡の入口に記されるもの。
- 文学作品として作られるもの。実際に貼る必要がないため、極端に長いものも作られる。とくに清末の鍾雲舫(中国語版)は1800を越える対句を残し、最も長い「擬題江津県臨江城楼聯」は1612字（1句が806字）にも及ぶ。

## ギャラリー

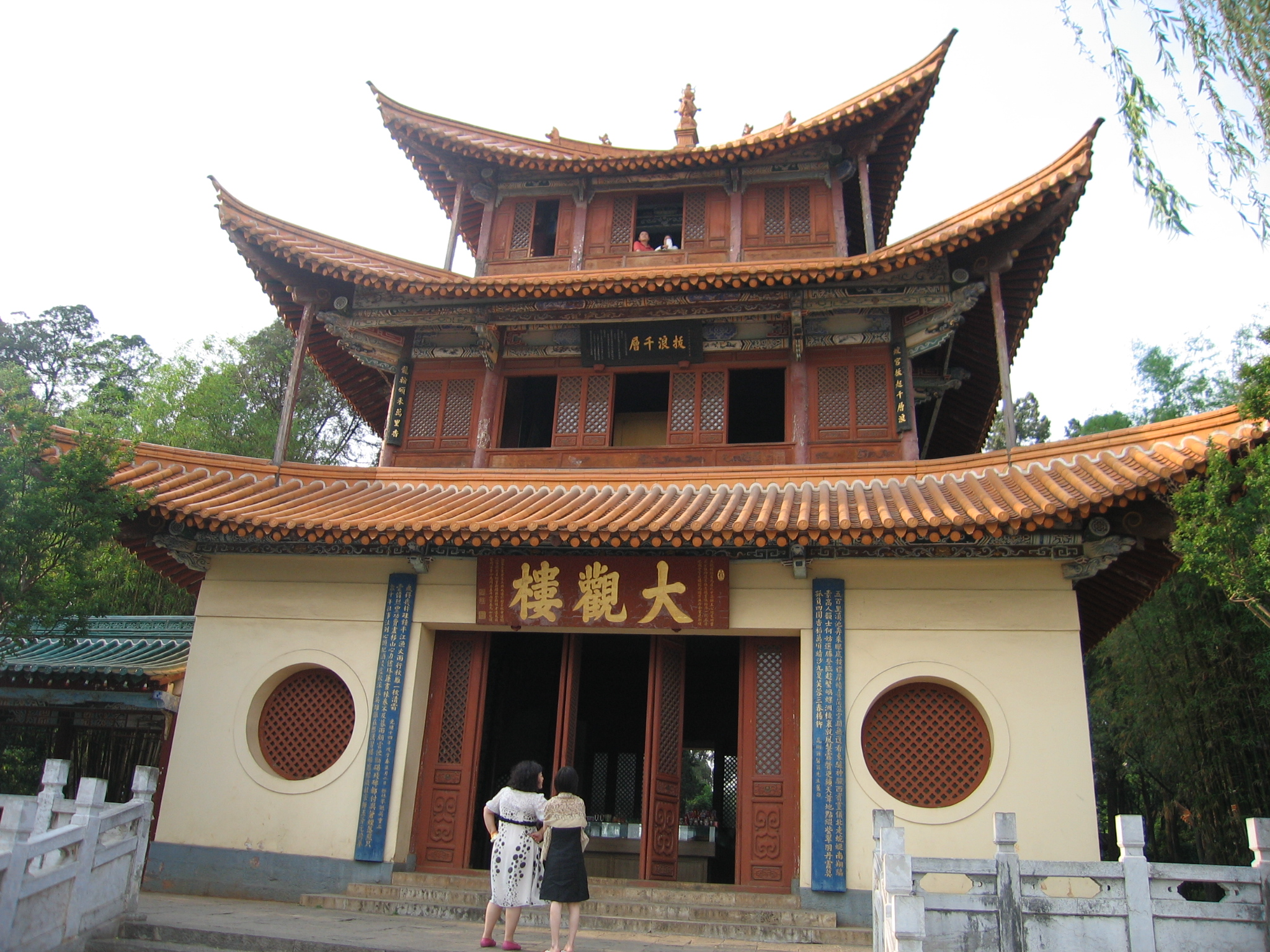
昆明大観楼の長聯（全180字、18世紀の孫髯翁による）
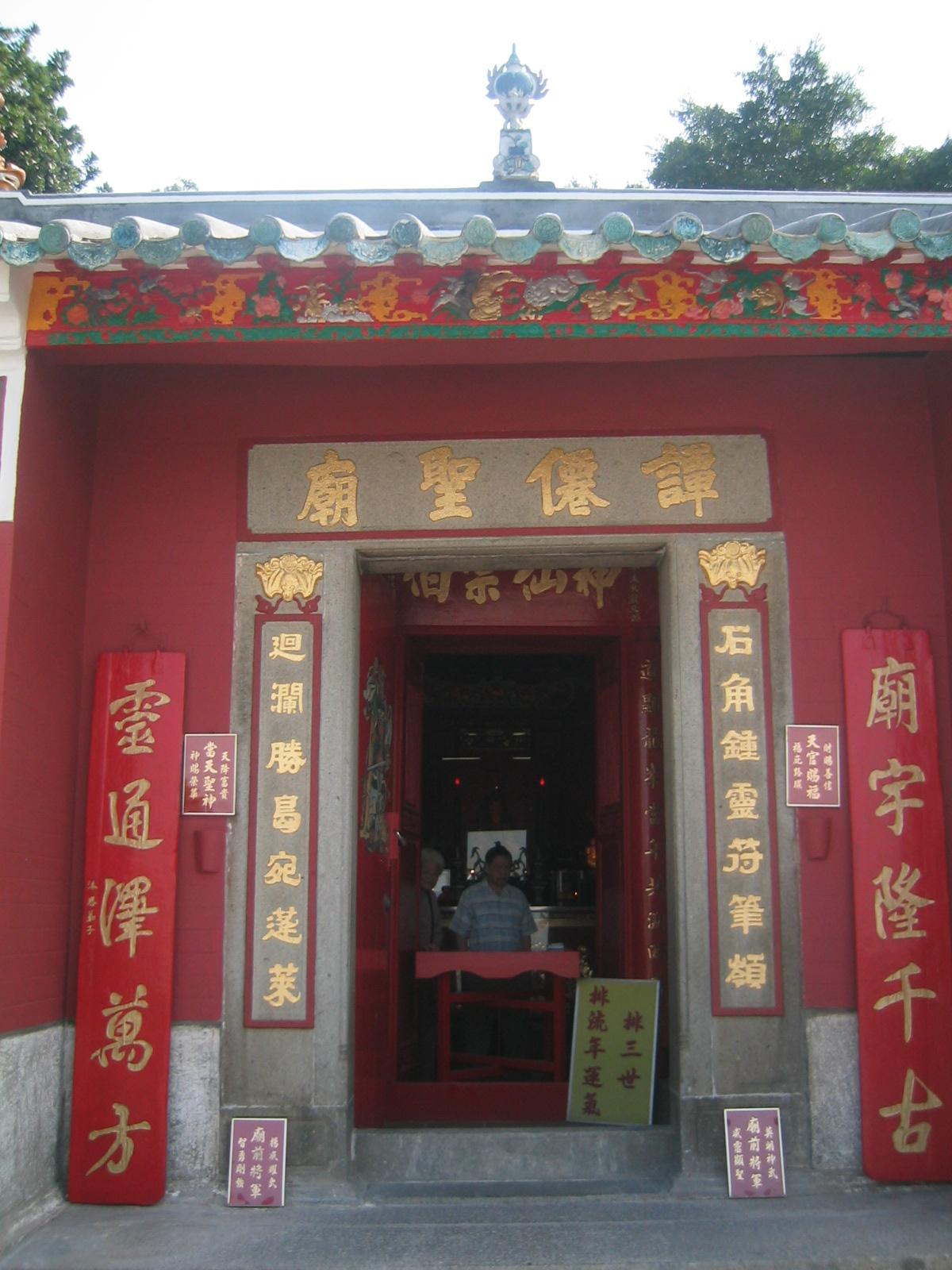
コロアネ島の譚公廟（マカオ）
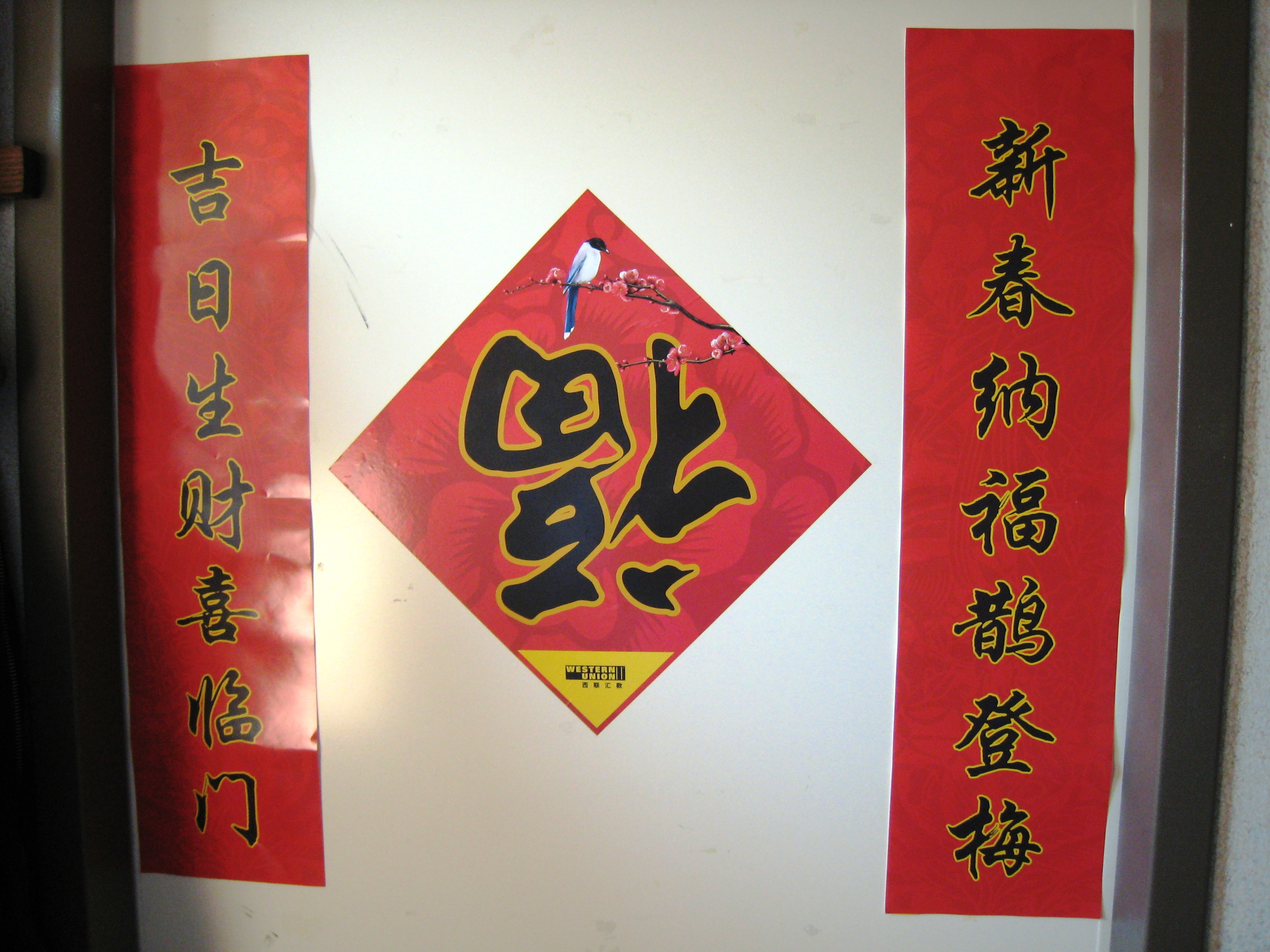
春聯と倒福
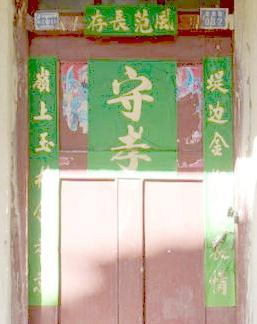
弔事のあった家の春聯。赤くない
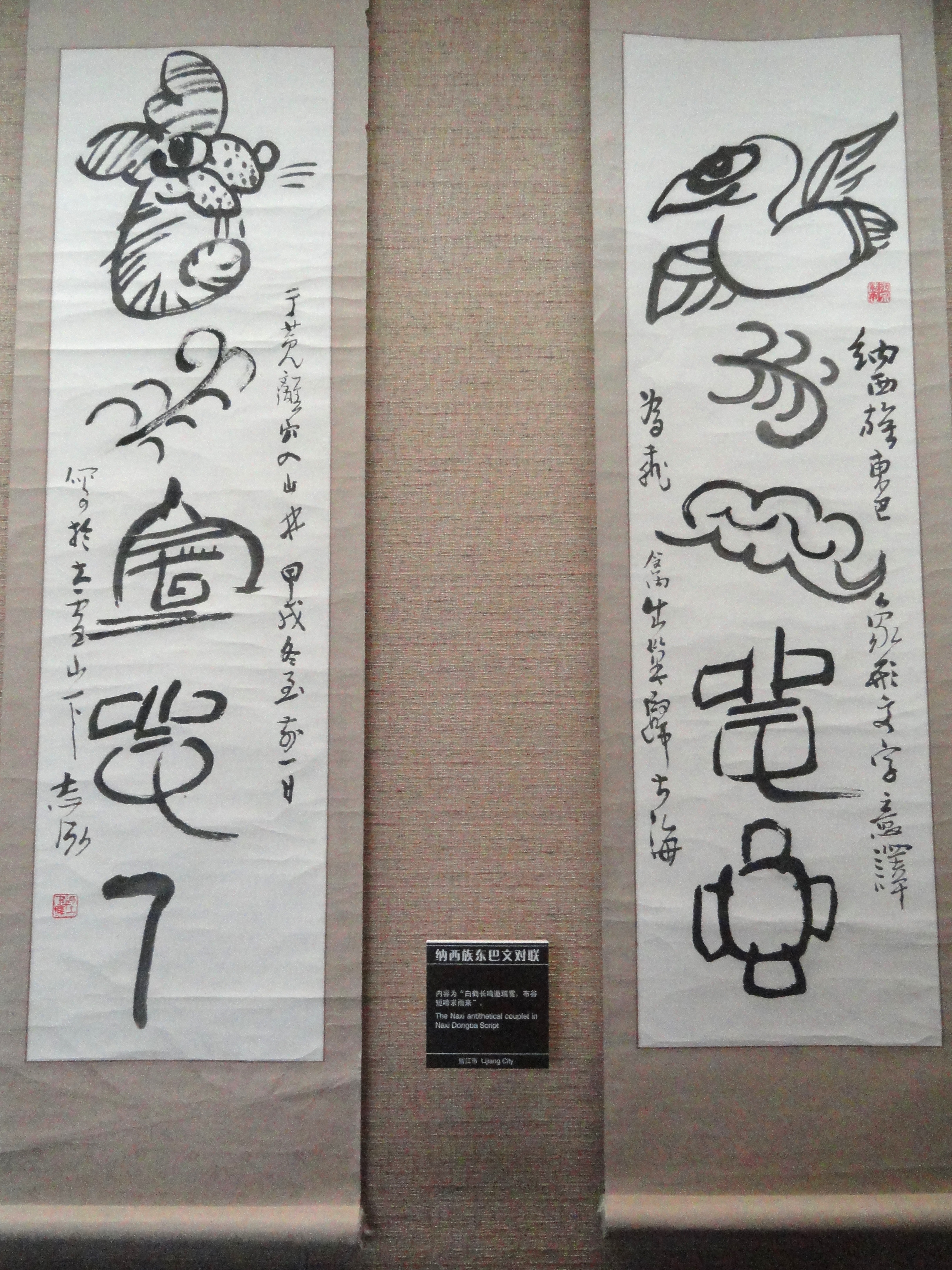
トンパ文字の対聯（雲南民族博物館）
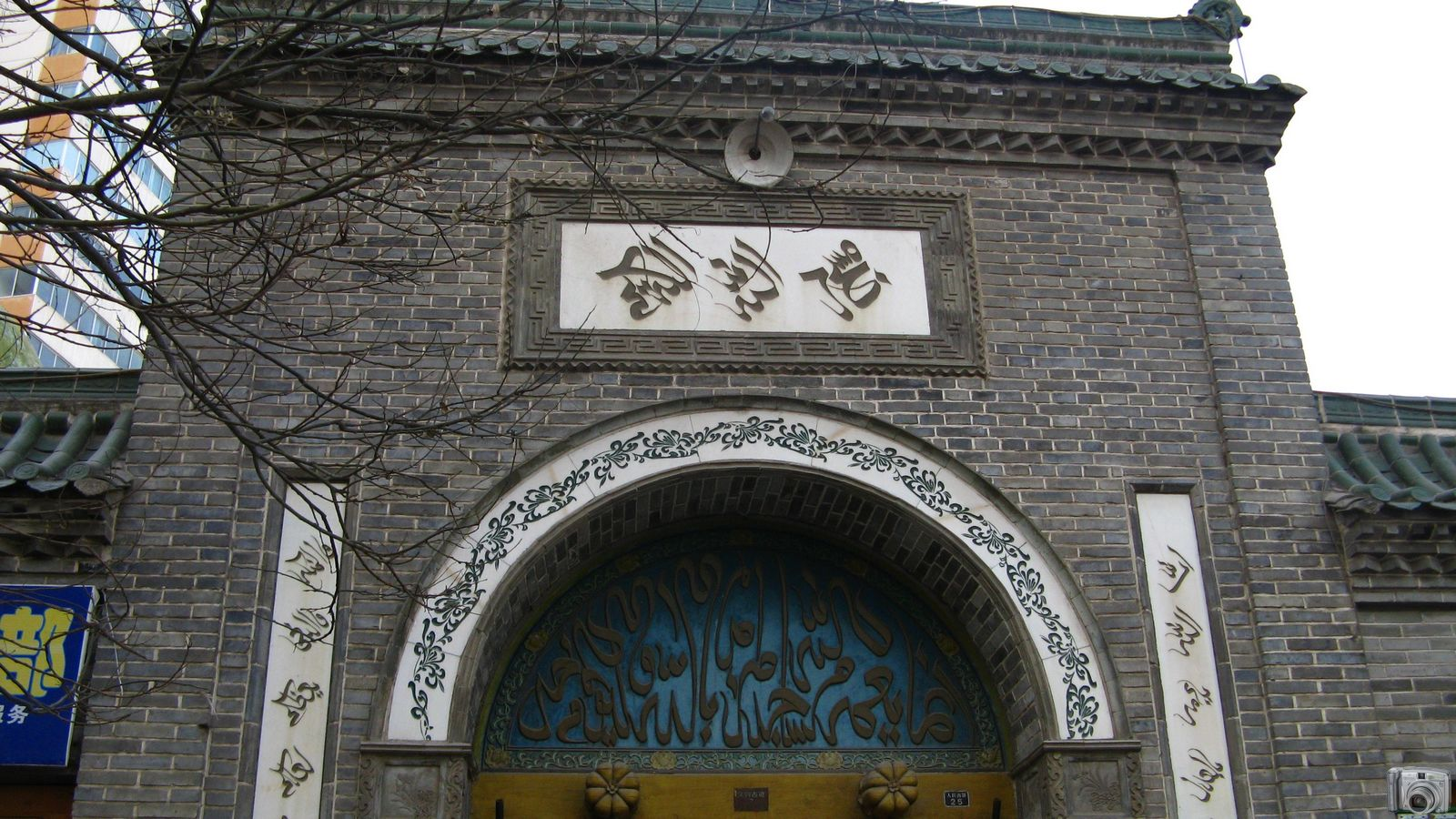
アラビア文字の対聯、甘粛省天水市のモスク
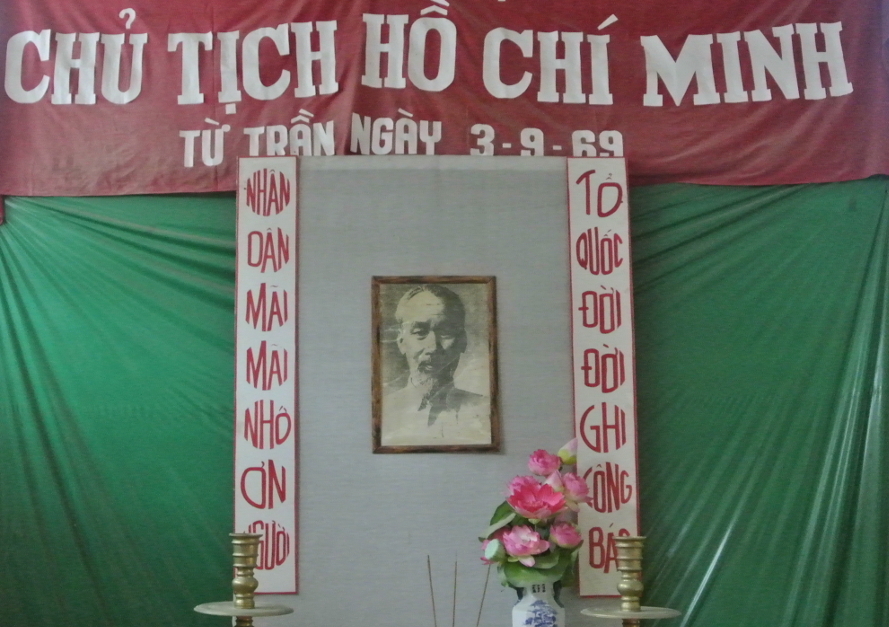
ベトナムでみられるクォック・グーの対聯